# Pokal evropskih prvakov 1979/80 (hokej na ledu)
Pokal evropskih prvakov 1979/80 je petnajsta sezona hokejskega pokala, ki je potekal med 11. oktobrom in 24. avgustom. Naslov evropskega pokalnega zmagovalca je osvojil klub CSKA Moskva.

## Tekme

### Prvi krog
| 1. klub               | Rezultat  | 2. klub            |
| --------------------- | --------- | ------------------ |
| Levski-Spartak Sofija | 5:2, 1:1  | Ferencvárosi TC    |
| Dynamo Berlin         | 14:2, 9:2 | Vojens IK          |
| HC Bolzano            | 5:7, 6:2  | EC KAC             |
| HC Chamonix           | 12:4, 8:0 | Casco Viejo Bilbao |

### Drugi krog
| 1. klub               | Rezultat  | 2. klub               |
| --------------------- | --------- | --------------------- |
| Kölner EC             | 9:6, 8:4  | HC Bolzano            |
| SC Bern               | 2:9, 5:5  | Dynamo Berlin         |
| HK Olimpija Ljubljana | 8:5, 11:6 | Levski-Spartak Sofija |
| Flyers Heerenveen     | 9:2, 8:3  | HC Chamonix           |

### Tretji krog
| 1. klub               | Rezultat  | 2. klub           |
| --------------------- | --------- | ----------------- |
| HK Olimpija Ljubljana | 2:7, 2:13 | CSKA Moskva       |
| Dynamo Berlin         | 5:5, 4:8  | Modo              |
| Flyers Heerenveen     | 1:11, 9:6 | Slovan Bratislava |
| Kölner EC             | 5:6, 6:10 | Tappara Tampere   |

### Finalna skupina
| 1. klub           | Rezultat | 2. klub           |
| ----------------- | -------- | ----------------- |
| CSKA Moskva       | 8:0      | Tappara Tampere   |
| Slovan Bratislava | 8:4      | Modo              |
| Tappara Tampere   | 10:2     | Slovan Bratislava |
| CSKA Moskva       | 7:1      | Modo              |
| Tappara Tampere   | 13:3     | Modo              |
| CSKA Moskva       | 11:1     | Slovan Bratislava |

#### Lestvica
| Poz | Klub              | Točke |
| 1   | CSKA Moskva       | 6     |
| 2   | Tappara Tampere   | 4     |
| 3   | Slovan Bratislava | 2     |
| 4   | Modo              | 0     |